# Rui Costa (futbolista nacido en 1996)
Rui Pedro Silva Costa (Vila Nova de Famalicão, 20 de febrero de 1996), conocido futbolísticamente como Rui Costa, es un futbolista portugués que juega como delantero en el S. C. Farense de la Primeira Liga.

## Trayectoria
Se formó en las categorías inferiores del F. C. Famalicão, Vitória Guimarães y Varzim S. C. Debutó como profesional en las filas del Varzim S. C. para jugar la Ledman Liga Pro (segunda división lusa), donde anotó 14 goles en 41 encuentros. 
Su nivel llamó la atención del Portimonense S. C., de la máxima categoría, que le fichó y le cedió al F. C. Famalicao, también de segunda. Allí anotó 12 tantos en 19 partidos en la división de plata portuguesa durante la primera vuelta y el Portimonense S. C. decidió repescarle en el mercado de invierno de la 2017-18, cuando dio el salto a la Liga NOS. Allí, sin embargo, apenas tuvo oportunidades y solo disputó 15 minutos de un duelo frente al Moreirense F. C.
En 2018 firmó por tres temporadas con el F. C. Porto, que le incorporó para su filial, en segunda. Con los "Dragones", no obstante, no consiguió su mejor nivel al disputar 20 encuentros, en los que anotó tres goles durante la temporada 2018-19.
En julio de 2019 llegó en calidad de cedido a la A. D. Alcorcón por el Fútbol Club Oporto "B" para jugar en la Segunda División durante la temporada 2019-20. En septiembre de 2020 se desvinculó del conjunto portista y firmó por dos años con el R. C. Deportivo de La Coruña. Su etapa en La Coruña duró unos meses y en febrero de 2021 regresó al fútbol portugués para jugar en el C. D. Santa Clara. Allí estuvo hasta el 1 de septiembre de 2022, momento en el que fichó por el S. C. Farense.

## Clubes
| Club                         | País          | Año           | P. J. | Goles |
| ---------------------------- | ------------- | ------------- | ----- | ----- |
| Varzim S. C.                 | Portugal      | 2016-2017     | 47    | 16    |
| Portimonense S. C.           | Portugal      | 2017-2018     | 0     | 0     |
| F. C. Famalicão (cedido)     | Portugal      | 2017-2018     | 19    | 12    |
| F. C. Porto "B"              | Portugal      | 2018-2020     | 20    | 3     |
| A. D. Alcorcón (cedido)      | España        | 2019-2020     | 23    | 3     |
| R. C. Deportivo de La Coruña | España        | 2020-2021     | 9     | 0     |
| C. D. Santa Clara            | Portugal      | 2021-2022     | 59    | 10    |
| S. C. Farense                | Portugal      | 2022-2024     | 59    | 15    |
| F. C. Tobol                  | Kazajistán    | 2024-2025     | 16    | 4     |
| S. C. Farense                | Portugal      | 2025-         | 15    | 2     |
| Total carrera                | Total carrera | Total carrera | 267   | 65    |